# ۵۰۶ کارلتون
۵۰۶ کارلتون (انگلیسی: 506 Carlton) (۳۰۶ کارلتون در طول دوره‌های شبانه) یک مسیر تراموا در تورنتو است که توسط کمیسیون حمل و نقل تورنتو در انتاریو، کانادا اداره می‌شود. از ایستگاه خیابان اصلی در مترو خط ۲ بلور–دانفورث در امتداد خیابان‌های جرارد، کارلتون و کالج تاهای پارک ادامه دارد. با وجود نام این مسیر، کمتر از ۱۰ درصد از طول آن در واقع از خیابان کارلتون استفاده می‌کند.